# Lápafő
Lápafő là một thị trấn thuộc hạt Tolna, Hungary. Thị trấn này có diện tích 9,31 km², dân số năm 2010 là 157 người, mật độ 17 người/km².